# 31 Comae Berenices
31 Comae Berenices (abreviat 31 Com) este o stea gigantă din constelația nordică Părul Berenicei. Magnitudinea sa aparentă, în jur de 4,9, variază ușor între magnitudinile 4,87 și 4,97 și, prin urmare, este desemnată ca o stea variabilă LS Com. Este de fapt o stea variabilă rară de tipul Stea variabilă FK Comae Berenices, un tip de stea variabilă care se rotește rapid în jurul axei sale, cu o viteză de 67 km/s, sau 6,8 zile în cazul stelei 31 Com  - și prezintă pete stelare mari pe suprafața sa. În prezent, aceasta se află în Gaura Hertzsprung, iar învelișul său exterior tocmai a intrat în convecție. În 1989, a fost dată ca referință pentru tipul spectral G0IIIp.
31 Com este steaua polară galactică nordică și, ocazional, primește denumirea informală Polaris Galacticum Borealis, inventată de Jim Kaler.
În astronomia chineză, 31 Comae Berenices se numește 郎將, sau în pinyin Lángjiāng, care înseamnă căpitanul gărzilor de corp, deoarece steaua în sine formează singură asterismul căpitanului gărzilor de corp, situat în provincia incintei Palatului Suprem.